# Nor Kjank (Szirak)
Nor Kjank – wieś w Armenii, w prowincji Szirak. W 2011 roku liczyła 1701 mieszkańców.